# Munroe Bergdorf
Munroe Bergdorf, nascida Beaumont (Essex, 11 de setembro de 1987) é uma modelo e ativista inglesa. Ela desfilou em várias passarelas para marcas como a Gypsy Sport nas semanas de moda de Londres e Nova Iorque. Bergdorf foi a primeira modelo transgênero no Reino Unido para a L'Oréal, mas foi demitida semanas após uma discussão racial. Em fevereiro de 2018, ela foi nomeada conselheira LGBT do Partido Trabalhista, mas renunciou no mês seguinte. Bergdorf apareceu no documentário do Channel 4 What Makes a Woman, que foi ao ar em maio de 2018.
Bergdorf ganhou o prêmio de 'Changemaker of the Year' no Cosmopolitan Awards de 2018, e recebeu um doutorado honorário em 2019 pela Universidade de Brighton. Ela se juntou à ONU Mulheres do Reino Unido como defensora em 2019, apoiando sua campanha #DrawALine, buscando acabar com a mutilação genital feminina (MGF).

## Primeiros anos
Bergdorf nasceu e cresceu em Stansted Mountfitchet, Essex. Bergdorf é de ascendência mista, filho de pai jamaicano e mãe inglesa. Bergdorf, que foi designado homem ao nascer, frequentou a Bentfield County Primary School em Stansted Mountfitchet e depois a The Bishop's Stortford High School, uma escola só para meninos. Bergdorf descreve ter crescido como um "menino muito efeminado". Mais tarde, ela estudou inglês na Universidade de Brighton, descrevendo-se lá como genderqueer.
Bergdorf trabalhou então por três anos em relações públicas de moda. Aos 24 anos, Bergdorf começou a transição de gênero, e foi tema de um episódio do programa Drag Queens of London, do London Live.
Na mesma época em que Bergdorf estava em transição, ela foi cofundadora da boate Pussy Palace.

## Carreira como modelo
Bergdorf se envolveu com a carreira de modelo motivada pela falta de diversidade na indústria. Seu primeiro trabalho como modelo foi para uma empresa de alta costura libanesa. Em 2014, o London Evening Standard se referiu a ela como "uma pedra angular da cena trans de Londres". Ela disse ao jornal que era "tão vocal" em questões trans porque a vê como "a nova fronteira", uma questão que está sendo trazida à consciência pública por meio do trabalho de mulheres trans como Laverne Cox e Carmen Carrera.

Bergdorf foi a primeira modelo transgênero da marca L'Oréal em 2017, mas demitida posteriormente por declarações controversas sobre pessoas brancas

Ela ganhou destaque público em agosto de 2017, quando foi contratada como a primeira modelo transgênero a estrelar uma campanha da L'Oréal no Reino Unido, sendo anunciada como uma das 27 modelos participantes da campanha "True Match" da L'Oréal UK. Em suas redes sociais, ela declarou: "Obrigada, L'Oréal Paris, por me dar esta plataforma. Espero que chegue a outra garotinha trans de oito anos e a faça se sentir um pouco mais esperançosa e um pouco menos assustada com seu futuro do que o que foi instalado [sic] em mim quando eu tinha a idade dela." Em outro lugar ela declarou: "Eu definitivamente decidi empoderar garotas como eu."

### Controvérsia racial

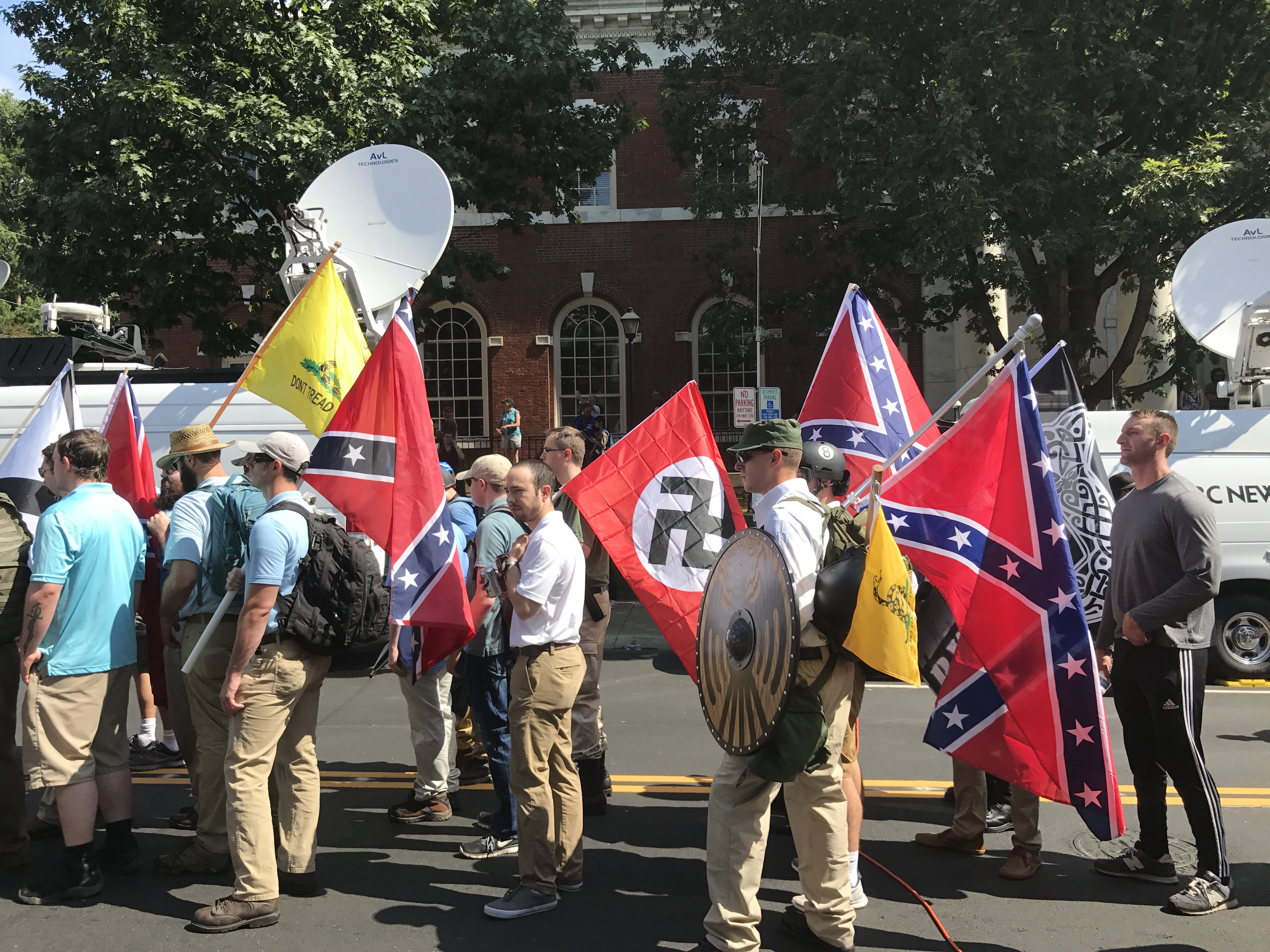
Bergodorf mencionou as cenas de Manifestação Unite the Right como justificativa para criticar o racismo sistêmico, após o jornal The Daily Mail publicar um artigo destacando um comentário dela no Facebook ao generalizar a raça branca pela "violência racial"

Em fevereiro de 2017, Bergdorf declarou que "todas as pessoas brancas como um grupo são criadas racistas", afirmando: "a maioria de vocês nem percebe ou se recusa a reconhecer que sua existência, privilégio e sucesso como raça são construídos nas costas, sangue e morte de pessoas de cor." Bergdorf atraiu ainda mais atenção pública após um artigo no The Daily Mail destacando comentários no Facebook que ela havia feito, que incluíam a alegação de que todas as pessoas brancas eram culpadas de "violência racial" e que a raça branca era "a força mais violenta e opressora da natureza na Terra." Em resposta aos comentários de Bergdorf, a L'Oréal a retirou de sua campanha em 1º de setembro de 2017. Eles emitiram uma declaração de que a empresa "apoia a diversidade e a tolerância em relação a todas as pessoas, independentemente de sua raça, origem, gênero e religião" e que os comentários de Bergdorf sobre pessoas brancas estavam "em desacordo com esses valores". O Facebook removeu suas postagens de seu site, considerando-as uma violação de suas regras contra discurso de ódio. Bergdorf disse que também enfrentou assédio online, muito dele de natureza racista e transfóbica. Outros comentaristas argumentaram que o The Daily Mail a havia citado fora do contexto e que seu ponto mais amplo sobre a supremacia branca e o privilégio branco nas sociedades ocidentais era válido e precisava de maior divulgação. Bergdorf defendeu sua posição, argumentando que estava com raiva após as cenas na manifestação Unite the Right, em Charlottesville, e queria explicar que o racismo era sistêmico e que ser racista não era apenas atacar as pessoas, mas não tomar medidas contra o sistema. Ela acrescentou: "Não vejo como denunciar as raízes do racismo, de alguma forma, faz de você um racista", chamando a controvérsia de "o pior momento da minha vida".
Em setembro de 2017, a Illamasqua, sediada no Reino Unido, contratou Bergdorf como o rosto de sua campanha Beauty Spotlight, que tratava da fluidez de gênero. Em um comunicado, a empresa descreveu Bergdorf como personificando "diversidade e individualidade; ela não tem medo de ser verdadeiramente ela mesma". Acrescentou que não "tolera ou aceita qualquer forma de racismo, mas também acreditamos que os comentários de Munroe foram editados fora do contexto por um determinado título da mídia (que não nos daremos ao trabalho de nomear) sem contar uma história verdadeira".
Em junho de 2020, durante os protestos internacionais de George Floyd, Bergdorf criticou a L'Oréal Paris por postar no Instagram que eles se solidarizavam com a comunidade negra, dizendo que ela nunca havia recebido um pedido de desculpas da L'Oréal. Em resposta, a empresa anunciou que criaria e nomearia Bergdorf para um Conselho Consultivo de Diversidade e Inclusão do Reino Unido. Bergdorf compartilhou no Instagram uma série de mensagens abusivas que recebeu naquela plataforma após sua nomeação.

## Ativismo LGBT
No mesmo mês em que foi contratada pela Illamasqua, Bergdorf recitou o poema de Maya Angelou "Still I Rise" para um curta-metragem dirigido por Bec Evans e Laura Kirwan-Ashman.
Em fevereiro de 2018, ela foi nomeada conselheira LGBT do Partido Trabalhista, do qual renunciou no mês seguinte após postagens homofóbicas e misóginas no Twitter de 2010 receberem atenção. Bergdorf se desculpou por seus comentários anteriores. Bergdorf mais tarde culpou a "mídia conservadora" por usá-la como um "peão político para derrubar Jeremy Corbyn" e que o conselho consultivo LGBT do Partido Trabalhista estava sendo alvo de fechamento, afirmando que "quando eu saí, eles foram atrás de outra pessoa, e então quando essa pessoa saiu, eles foram atrás de outra pessoa" para "desacreditar Jeremy Corbyn".
Em junho de 2019, Bergdorf foi destituída de seu papel como embaixadora da Childline dois dias após ser nomeada, quando a jornalista Janice Turner e outros questionaram sua adequação ao cargo, acusando-a de ter sido modelo para a revista adulta Playboy. Turner também chamou Bergdorf de "modelo pornô". Em resposta, Bergdorf negou ter participado de pornografia e afirmou que era errado demonizar pessoas que o fazem em qualquer caso. Vários dias depois, a NSPCC ofereceu a Bergdorf um "pedido de desculpas completo, franco e sem reservas" pela maneira como lidou com sua demissão. O CEO da NSPCC, Peter Wanless, explicou que Bergdorf havia sido demitida "por causa de suas declarações públicas, que sentimos que significariam que ela estava violando nossas próprias avaliações de risco e minando o que estamos aqui para fazer".
Em fevereiro de 2021, Bergdorf excluiu sua conta no Twitter, divulgando uma declaração pública questionando quando as empresas de mídia social iriam "reprimir" a transfobia. Bergdorf declarou: "Ninguém deveria ter que suportar nem mesmo uma fração do abuso ao qual estou exposta e tenho que suportar diariamente", e concluiu que estava "cansada de ser um saco de pancadas. O Twitter não é um aplicativo seguro para pessoas transgênero".

## Atuação como escritora e outras atividades
Em 2023, Bergdorf publicou seu livro Transitional. Em 2025, ela publicou seu livro Talk to Me.
Bergdorf apresenta Queerpiphany na MTV do Reino Unido.
Bergdorf apresenta o podcast The Way We Are.
O documentário de Bergdorf, Love & Rage, estreou no Reino Unido em junho de 2025.

## Prêmios e honrarias
Em julho de 2019, Bergdorf recebeu um doutorado honorário da Universidade de Brighton em reconhecimento à sua campanha pelos direitos dos transgêneros.
Em novembro de 2021, Bergdorf foi reconhecida como British Community Trailblazer na quinta celebração anual do Gay Times Honors em Londres. Ela recebeu o prêmio de Ellie Goulding e também foi apresentada como uma das estrelas da capa da edição Honours da revista. Tendo sido nomeada Changemaker do Ano em 2018 pela Cosmopolitan UK, ela se tornou a primeira pessoa transgênero a aparecer na capa daquela revista com sua edição de 50.º aniversário, publicada em 21 de janeiro de 2022.
Em novembro de 2023, a ONU Mulheres nomeou Bergdorf como sua primeira campeã do Reino Unido.